# Дискография Кристины Агилеры
Дискография Кристины Агилеры, обладательницы 6 премий Грэмми и одной из самых популярных американских певиц, насчитывает 9 студийных альбомов, 3 мини-альбома, 1 альбом-саундтрек и более 40 синглов и 31 клип.
В 1998 году Кристина записывает заглавную песню («Reflection») для саундтрека к мультфильму Мулан (1998), за что была номинирована на премию Золотой Глобус. Записывая «Reflection», Кристина подписывает контракт с RCA Records и 24 августа 1999 года выпускает дебютный альбом, одноименный. В первую же неделю альбом возглавил чарт США (Billboard 200), а общемировые продажи альбома к концу 2016 года составили 20 000 000 копий, включая 9 700 000 тираж, проданный в США. Три сингла с этого альбома («Genie in a Bottle», «What a Girl Wants», «Come On Over Baby») возглавили официальный сингловый чарт США, а сингл «I Turn to You» стал № 3.
В 2000 году была начата работа над вторым студийным альбомом Mi Reflejo, который стал первым испаноязычным альбомом певицы. Релиз альбома состоялся 12 сентября 2000 года и включал в себя, в основном, испанские версии песен с дебютного альбома и 5 абсолютно новых песен, записанных только на испанском языке. Впоследствии альбом был удостоен премии Латинского Грэмми в номинации «Лучший альбом». В том же 2000 году, Кристина выпускает праздничный альбом My Kind of Christmas, который включал её версию известной песни «Christmas time». Наконец, после долгих переносов даты релиза, 26 октября 2002 года свет увидел второй long play и четвёртый студийный альбом Агилеры, Stripped. В США альбом дебютировал на 2 месте с продажами в первую неделю 330 000 копий. Второй сингл с альбома, «Beautiful», был коммерчески успешным и помог в дальнейшем продвижении альбома. На данный момент общий тираж проданных копий альбома составляет 14 000 000.
Пятый студийный альбом, Back to Basics, появился в продаже 10 августа 2006 года, дебютировав в США на 1 месте с недельными продажами в 346 000 копий, помимо США, диск стал № 1 ещё в 15 странах. Альбом отметился тремя хитами «Ain’t no Other Man» (вошёл в топ 10 хит-парада США), «Hurt» (сингл № 1 в Европе) и «Candyman». Альбом получил положительные отзывы критиков и разошёлся по миру тиражом в 5 500 000 копий.
После пяти студийных альбомов, Кристина выпускает первый сборник своих хитов, тем самым подводя результаты десятилетней карьеры. Сборник вышел в свет 7 ноября 2008 года и получил название Keeps Gettin' Better: A Decade of Hits, всего было продано около 1 500 000 копий диска.
Шестой студийный альбом, Bionic, сильно отличается от предыдущих работ Агилеры и записан в стиле electropop и synthpop; релиз альбома состоялся 4 июня 2010 года. Вопреки заявлениям певицы и продюсеров пластинки о том, что это лучшая работа Кристины, долгожданный релиз был достаточно прохладно встречен публикой и получил смешанные рецензии музыкальных критиков. На сегодняшний день, по разным оценкам, мировые продажи альбома превышают 1 000 000 копий. Группа Ladytron высказала мнение, что альбом «запорол» рекорд лейбл, так как окончательная версия альбома сильно отличается от той, над которой они работали в студии. Они заявили, что студия хотела этим диском противопоставить Агилеру Lady Gaga и если бы диск вышел таким, каким его видела сама Агилера, то он был бы успешнее.
2010 год для Агилеры ознаменовался дебютом на большом экране в мюзикле Бурлеск. Совместно с Шер Агилера записала оригинальный саундтрек к фильму. В отличие от последнего альбома, диск с песнями к мюзиклу получил, в основном, положительные рецензии критиков и был охарактеризован, как музыкальное возвращение Агилеры в эпоху «Back to Basics». В первую неделю в США было продано 63 000 копий диска. За песню «Bound to You» она получает вторую номинацию на Золотой Глобус за лучшую песню, песня также вошла в список возможных номинантов на Оскар в категории «Лучшая песня».
В ноябре выходит седьмой студийный альбом Кристины, получивший название Lotus, которому предшествовал сингл 'Your Body', достаточно тепло встреченный критиками. Сам же альбом получил весьма неоднозначную реакцию музыкальных критиков, хотя и более благоприятную нежели шестой студийный альбом. Альбом был заявлен, как возвращение Кристины в мир музыки после сложной полосы, однако вопреки ожиданиям и обещаниям о грандиозном промо, этого не случилось. В первую неделю в США альбом продался тиражом около 77 500, что позволило ему занять лишь 7 строчку альбомного чарта. Обещанный до выхода альбома гастрольный тур до сих пор не был анонсирован. В декабре британский журнал Digital Spy поставил Кристину на вторую строчку в списке самых недооценённых артистов 2012 года.
В начале октября 2015 года в эфире ток-шоу Today Кристина заявила, что работает сразу над двумя альбомами — англоязычным и испаноязычным. Никаких дополнительных данных о степени завершённости дисков и даты их релиза пока не сообщается.
В общей сложности, на 2015 год по всему миру было продано 50 000 000 копий альбомов Кристины и 100 000 000 копий синглов, а по версии журнала Billboard, Агилера одна из наиболее успешных сольных исполнителей десятилетия (2000—2010), продавших наибольшее количество своих песен, уступив в этом списке только Мадонне. Журнал Rolling Stone внёс Агилеру в список «Величайших вокалистов всех времён» под № 58.

## Альбомы
| Название                                                                              | Информация                                                                                        | Пиковые позиции в чартах | Пиковые позиции в чартах | Пиковые позиции в чартах | Пиковые позиции в чартах | Пиковые позиции в чартах | Пиковые позиции в чартах | Пиковые позиции в чартах | Пиковые позиции в чартах | Пиковые позиции в чартах | Пиковые позиции в чартах | Пиковые позиции в чартах | Продажи                              | Сертификации |
| Название                                                                              | Информация                                                                                        | [ 12 ]                   | [ 13 ]                   | [ 14 ]                   | [ 15 ]                   | [ 16 ]                   | [ 17 ]                   | [ 18 ]                   | [ 19 ]                   | [ 20 ]                   | [ 21 ]                   | [ 22 ]                   | Продажи                              | Сертификации |
| ------------------------------------------------------------------------------------- | ------------------------------------------------------------------------------------------------- | ------------------------ | ------------------------ | ------------------------ | ------------------------ | ------------------------ | ------------------------ | ------------------------ | ------------------------ | ------------------------ | ------------------------ | ------------------------ | ------------------------------------ | --- |
| Christina Aguilera                                                                    | - Выпущен: 24 августа, 1999 - Лейбл: RCA - Форматы: CD, кассета, цифровая дистрибуция             | 1                        | 21                       | 15                       | 1                        | 13                       | 10                       | 21                       | 5                        | 9                        | 5                        | 14                       | - 14,000,000 - 8,300,000             | - : 8 × платиновый - платиновый - платиновый - золотой - 6 × платиновый - золотой - платиновый - платиновый                                        |
| Mi Reflejo                                                                            | - Выпущен: 12 сентября, 2000 - Лейбл: BMG U.S. Latin - Форматы: CD, кассета, цифровая дистрибуция | 27                       | —                        | —                        | —                        | —                        | —                        | —                        | —                        | 12                       | 54                       | —                        | - 2,200,000 - 490,000                | - 6 × платиновый (Латинская) - платиновый |
| My Kind of Christmas                                                                  | - Выпущен: 24 октября, 2000 - Label: RCA - Форматы: CD, цифровая дистрибуция                      | 28                       | —                        | —                        | —                        | —                        | —                        | —                        | —                        | —                        | —                        | —                        | - 1,020,000                          | - платиновый |
| Stripped                                                                              | - Выпущен: 26 октября, 2002 - Лейбл: RCA - Форматы: CD, LP, цифровая дистрибуция                  | 2                        | 7                        | 10                       | 3                        | 6                        | 2                        | 3                        | 5                        | 14                       | 9                        | 2                        | - 10,000,000 - 4,400,000 - 2,030,000 | - 4 × платиновый - 4 × платиновый - 6 × платиновый - платиновый - платиновый - платиновый - 3 × платиновый - платиновый - золотой - 2 × платиновый |
| Back to Basics                                                                        | - Выпущен: 11 августа, 2006 - Лейбл: RCA - Форматы: CD, LP, цифровая дистрибуция                  | 1                        | 1                        | 1                        | 1                        | 1                        | 1                        | 1                        | 2                        | 5                        | 1                        | 1                        | - 5,000,000 - 1,720,000 - 530,700    | - 2 × платиновый - 2 × платиновый - платиновый - платиновый - золотой - платиновый - 3 × платиновый - 3 × платиновый - платиновый                  |
| Bionic                                                                                | - Выпущен: 4 июня, 2010 - Лейбл: RCA - Форматы: CD, LP, цифровая дистрибуция                      | 3                        | 3                        | 3                        | 3                        | 6                        | 4                        | 6                        | 6                        | 4                        | 2                        | 1                        | - 332,000 - 60,000                   | - золотой - золотой - серебряный - золотой |
| Lotus                                                                                 | - Выпущен: 9 ноября, 2012 - Лейбл: RCA - Форматы: CD, цифровая дистрибуция                        | 7                        | 19                       | 13                       | 7                        | 13                       | 29                       | 12                       | 29                       | 13                       | 10                       | 28                       | - 303,000                            | - золотой - золотой |
| Liberation                                                                            | - Выпущен: 15 июня, 2018 - Лейбл: RCA - Форматы: CD, цифровая дистрибуция                         | 6                        | 9                        | 9                        | 5                        | 11                       | 28                       | 11                       | 23                       | 1                        | 3                        | 17                       | - 100,000                            | |
| Aguilera                                                                              | - Выпущен: 31 мая, 2022 - Лейбл: Sony Latin - Форматы: CD, цифровая дистрибуция                   | —                        | —                        | —                        | —                        | —                        | —                        | —                        | —                        | —                        | —                        | —                        |                                      | |
| «—» обозначает, что запись не попала в чарты или не была выпущена на этой территории. |                                                                                                   |                          |                          |                          |                          |                          |                          |                          |                          |                          |                          |                          |                                      | |

## Синглы

### Сольные синглы
| Год  | Песня                                     | Места в чартах | Места в чартах | Места в чартах | Места в чартах | Места в чартах | Места в чартах | Места в чартах | Места в чартах | Места в чартах | Сертификация                                                                                      | Альбом             |
| Год  | Песня                                     | U.S.           | UK             | GER            | CAN            | AUS            | NZ             | AUT            | FRA            | NLD            | Сертификация                                                                                      | Альбом             |
| ---- | ----------------------------------------- | -------------- | -------------- | -------------- | -------------- | -------------- | -------------- | -------------- | -------------- | -------------- | ------------------------------------------------------------------------------------------------- | ------------------ |
| 1999 | Genie in a Bottle                         | 1              | 1              | 2              | 1              | 2              | 2              | 1              | 3              | 2              | - США, Великобритания: платиновый - Франция: золотой                                              | Christina Aguilera |
| 1999 | What A Girl Wants                         | 1              | 3              | 18             | 5              | 5              | 1              | 22             | 11             | 9              | - Австралия, США: золотой - Великобритания: серебряный                                            | Christina Aguilera |
| 2000 | I Turn to You                             | 3              | 19             | 65             | 10             | 40             | 11             | -              | -              | 40             |                                                                                                   | Christina Aguilera |
| 2000 | Come On Over Baby (All I Want Is You)     | 1              | 8              | 27             | 14             | 9              | 2              | 35             | 33             | 6              | - США: золотой - Австралия: платиновый                                                            | Christina Aguilera |
| 2002 | Dirrty - при участии Redman               | 48             | 1              | 4              | 5              | 4              | 20             | 5              | 98             | 2              | - Австралия: платиновый - Великобритания: серебряный                                              | Stripped           |
| 2002 | Beautiful                                 | 2              | 1              | 4              | 1              | 1              | 5              | 1              | 27             | 2              | - Австралия, США: платиновый                                                                      | Stripped           |
| 2003 | Fighter                                   | 20             | 3              | 13             | 3              | 5              | 14             | 12             | -              | 5              | - Австралия, США: золотой - Великобритания: серебряный                                            | Stripped           |
| 2003 | Can’t Hold Us Down - при участии Lil' Kim | 12             | 6              | 9              | 20             | 5              | 2              | 13             | 27             | 10             | - Австралия: золотой                                                                              | Stripped           |
| 2003 | The Voice Within                          | 33             | 9              | 13             | 10             | 8              | 16             | 7              | -              | 6              |                                                                                                   | Stripped           |
| 2006 | Ain’t No Other Man                        | 6              | 2              | 5              | 4              | 6              | 5              | 7              | 26             | 12             | - Австралия: золотой - США, Канада: платиновый - Великобритания: серебряный                       | Back to Basics     |
| 2006 | Hurt                                      | 19             | 11             | 2              | 28             | 9              | -              | 2              | 3              | 2              | - Австралия: золотой - Канада, США: платиновый - Великобритания: серебряный - Франция: серебряный | Back to Basics     |
| 2007 | Candyman                                  | 25             | 17             | 11             | 9              | 2              | 2              | 14             | -              | 12             | - Австралия, США: платиновый - Великобритания: серебряный                                         | Back to Basics     |
| 2007 | Slow Down Baby                            | -              | -              | -              | -              | 21             | -              | -              | -              | -              |                                                                                                   | Back to Basics     |
| 2007 | Oh Mother                                 | -              | -              | 18             | -              | -              | -              | 23             | -              | -              |                                                                                                   | Back to Basics     |
| 2010 | Not Myself Tonight                        | 23             | 12             | 24             | 11             | 22             | 32             | 26             | -              | 18             | - Австралия: золотой                                                                              | Bionic             |
| 2010 | Woohoo - при участии Nicki Minaj          | 79             | 148            | -              | 46             | -              | -              | -              | -              | -              |                                                                                                   | Bionic             |
| 2010 | You Lost Me                               | 119            | 153            | -              | -              | -              | -              | -              | -              | 79             |                                                                                                   | Bionic             |
| 2010 | I Hate Boys                               | -              | -              | -              | -              | -              | -              | -              | -              | -              |                                                                                                   | Bionic             |
| 2012 | Your Body                                 | 34             | 16             | 29             | 10             | 59             | 33             | 19             | 84             | 65             |                                                                                                   | Lotus              |
| 2012 | Just a Fool - при участии Blake Shelton   | 71             | -              | -              | 37             | -              | -              | -              | -              | -              | - США: золотой                                                                                    | Lotus              |
| 2016 | Change                                    | 105            | 173            | -              | 36             | -              | -              | -              | 120            | -              |                                                                                                   | -                  |
| 2018 | Fall In Line - при участии Demi Lovato    | 101            | 99             | -              | 97             | -              | -              | -              | -              | -              |                                                                                                   | Liberation         |

### Как приглашённый артист
| Год  | Песня                                              | Места в чартах | Места в чартах | Места в чартах | Места в чартах | Места в чартах | Места в чартах | Места в чартах | Места в чартах | Места в чартах | Сертификация | Альбом                      |
| Год  | Песня                                              | U.S.           | UK             | GER            | CAN            | AUS            | NZ             | AUT            | FRA            | NLD            | Сертификация | Альбом                      |
| ---- | -------------------------------------------------- | -------------- | -------------- | -------------- | -------------- | -------------- | -------------- | -------------- | -------------- | -------------- | --- | --------------------------- |
| 1997 | All I Wanna Do - Артист:Keizo Nakanishi            | -              | -              | -              | -              | -              | -              | -              | -              | -              | | Spinning                    |
| 2001 | Nobody Wants to Be Lonely - Артист:Ricky Martin    | 13             | 4              | 5              | 6              | 8              | 1              | 13             | 28             | 4              | - Австралия: золотой - Швейцария: золотой | Sound Loaded                |
| 2001 | What’s Going On                                    | 21             | -              | -              | -              | -              | -              | -              | -              | -              | | Благотворительный сингл     |
| 2001 | El Último Adiós                                    | -              | -              | -              | -              | -              | -              | -              | -              | -              | | Благотворительный сингл     |
| 2004 | Tilt Ya Head Back - Артист:Nelly                   | 58             | 5              | 27             | -              | 5              | 4              | 42             | -              | 16             | - Австралия: платиновый - США: золотой | Sweat                       |
| 2005 | A Song for You - Артист:Herbie Hancock             | -              | -              | -              | -              | -              | -              | -              | -              | -              | | Possibilities               |
| 2006 | Tell Me - Артист:Diddy                             | 47             | 8              | 5              | -              | 13             | 19             | -              | -              | 21             | | Press Play                  |
| 2011 | Moves Like Jagger - Артист:Maroon 5                | 1              | 2              | 2              | 1              | 2              | 1              | 1              | 3              | 1              | - Австралия: 11х платиновый - Канада: 8х платиновый - США: 6х платиновый - Швеция: 5х платиновый - Новая Зеландия: 3х платиновый - Дания, Великобритания, Италия: 2х платиновый - Германия, Испания, Финляндия, Швейцария: платиновый - Бельгия, Франция, Япония: золотой | Hands All Over              |
| 2013 | Feel This Moment - Артист:Pitbull                  | 8              | 5              | 9              | 4              | 6              | 5              | 2              | 23             | 6              | - Канада: 4х платиновый - Австралия: 3х платиновый - Мексика: 2х платиновый - Дания, Германия, Италия, Новая Зеландия, США, Швеция, Швейцария: платиновый - Австрия, Бельгия, Дания, Испания: золотой - Великобритания: серебряный                                        | Global Warming              |
| 2013 | Hoy Tengo Ganas de Ti - Артист:Alejandro Fernández | -              | -              | -              | -              | -              | -              | -              | -              | -              | - Мексика: бриллиантовый | La tempestad                |
| 2013 | Say Something - Артист:A Great Big World           | 4              | 4              | 36             | 1              | 1              | 2              | 4              | 29             | 6              | - Канада: 6х платиновый - Австралия, Норвегия, США: 4х платиновый - Новая Зеландия, Швеция: 2х платиновый - Дания, Венесуэла, Италия: платиновый - Австрия, Бельгия, Мексика, Великобритания, Швейцария: золотой                                                          | Is There Anybody Out There? |
| 2014 | Do What U Want - Артист:Lady Gaga                  | -              | -              | -              | -              | -              | -              | -              | -              | -              | | Ремикс выпущен вне альбома  |

### Саундтреки к фильмам
| Год  | Песня                                            | Места в чартах | Места в чартах | Места в чартах | Места в чартах | Места в чартах | Места в чартах | Места в чартах | Места в чартах | Места в чартах | Фильм                           |
| Год  | Песня                                            | U.S.           | UK             | GER            | CAN            | AUS            | NZ             | AUT            | FRA            | NLD            | Фильм                           |
| ---- | ------------------------------------------------ | -------------- | -------------- | -------------- | -------------- | -------------- | -------------- | -------------- | -------------- | -------------- | ------------------------------- |
| 1998 | Reflection                                       | -              | -              | -              | -              | -              | -              | -              | -              | -              | Мулан                           |
| 2001 | Lady Marmalade - При участии:Pink, Lil' Kim, Mya | 1              | 1              | 1              | 17             | 1              | 1              | 3              | 12             | 2              | Мулен Руж                       |
| 2004 | Car Wash - При участии:Missy Elliott             | 63             | 4              | 6              | -              | 2              | 2              | 11             | -              | 3              | Подводная братва                |
| 2010 | Express                                          | 102            | 75             | -              | -              | 58             | -              | -              | -              | -              | Бурлеск                         |
| 2010 | Show Me How You Burlesque                        | 70             | -              | 89             | 92             | 29             | 8              | -              | -              | -              | Бурлеск                         |
| 2013 | We Remain                                        | -              | -              | -              | -              | -              | -              | -              | -              | -              | Голодные игры: И вспыхнет пламя |
| 2016 | Telepathy                                        | -              | -              | -              | -              | -              | -              | -              | -              | -              | Отжиг (телесериал)              |

## Видеоклипы
| Название                                                        | Год  | Режиссёр                             |
| --------------------------------------------------------------- | ---- | ------------------------------------ |
| «Reflection»                                                    | 1998 | Тони Бэнкрофт                        |
| «Genie in a Bottle»                                             | 1999 | Дайан Мартел                         |
| «Genio Atrapado»                                                | 1999 | Дайан Мартел                         |
| «What a Girl Wants»                                             | 1999 | Дайан Мартел                         |
| «The Christmas Song»                                            | 1999 | Даг Биро и Клэр Дэвис                |
| «I Turn to You»                                                 | 2000 | Джозеф Кан                           |
| «Por Siempre Tú»                                                | 2000 | Джозеф Кан                           |
| «Come on Over Baby (All I Want Is You)»                         | 2000 | Пол Хантер                           |
| «Ven Conmigo (Solamente Tú)»                                    | 2000 | Пол Хантер                           |
| «Pero Me Acuerdo de Ti»                                         | 2000 | Кевин Брэй                           |
| «Christmas Time»                                                | 2000 | Лоуренс Джордан                      |
| «Falsas Esperanzas»                                             | 2001 | Лоуренс Джордан                      |
| «Lady Marmalade» (совместно с P!nk, Lil' Kim и Mýa)             | 2001 | Пол Хантер                           |
| «Dirrty» (совместно с Redman’ом)                                | 2002 | Дэвид Лашапель                       |
| «Beautiful»                                                     | 2002 | Юнас Окерлунд                        |
| «Fighter»                                                       | 2003 | Флория Сигизмонди                    |
| «Can’t Hold Us Down» (совместно с Lil' Kim)                     | 2003 | Дэвид Лашапель                       |
| «The Voice Within»                                              | 2003 | Дэвид Лашапель                       |
| «Car Wash» (совместно с Мисси Элиот)                            | 2004 | Рич Нювэй                            |
| «Ain’t No Other Man»                                            | 2006 | Брайан Барбер                        |
| «Hurt»                                                          | 2006 | Флория Сигизмонди и Кристина Агилера |
| «Candyman»                                                      | 2007 | Мэттью Ролстон и Кристина Агилера    |
| «Oh Mother»                                                     | 2007 | Хамиш Хэмильтон и Джэми Кинг         |
| «Save Me from Myself»                                           | 2008 | Пол Корвер                           |
| «Keeps Gettin' Better»                                          | 2008 | Питер Берг                           |
| «Not Myself Tonight»                                            | 2010 | Хайп Уильямс                         |
| «You Lost Me»                                                   | 2010 | Энтони Мэндлер                       |
| «Your Body»                                                     | 2012 | Мелина Матсукас                      |
| «Let There Be Love»                                             | 2013 | н/д                                  |
| В качестве приглашённого исполнителя                            |      |                                      |
| «Nobody Wants to Be Lonely» (совместно с Рики Мартином)         | 2001 | Уэйн Айшем                           |
| «What’s Going On?» (совместно с Artists Against AIDS Worldwide) | 2001 | Джейк Скотт и Малик Саид             |
| «Tilt Ya Head Back» (совместно с Nelly)                         | 2004 | Little X                             |
| «Tell Me» (совместно с Diddy)                                   | 2006 | Эрик Уайт                            |
| «Moves Like Jagger» (совместно с Maroon 5)                      | 2011 | Юнас Окерлунд                        |
| «Feel This Moment» (совместно с Питбулем)                       | 2013 | Дэвид Руссо                          |
| «Hoy tengo ganas de ti» (совместно с Алехандро Фернандесом)     | 2013 | Саймон Бренд                         |
| «Say Something» (совместно с A Great Big World)                 | 2013 | Кристофер Симс                       |

## Видеоальбомы
- Genie Gets Her Wish (2000)
- My Reflection (2001)
- Stripped Live in UK (2004)
- Back to Basics: Live and Down Under (2008)

### Комментарии
1. ↑  Aguilera не вошёл в Billboard 200, но достиг пика на 18-1 позиции в чарте Latin Pop Albums[65].
2. ↑  Aguilera не вошёл в Offizielle Top 100, но достиг пика на 70-й позиции в чарте German Digital Albums[66].